# Contea di Houghton
La contea di Houghton, in inglese Houghton County, è una contea dello Stato del Michigan, negli Stati Uniti. La popolazione al censimento del 2000 era di 36 016 abitanti. Il capoluogo di contea è Houghton.

## Idrografia
Nel territorio della contea, scorre il fiume Sante.